# Simulium gyorkosae
Simulium gyorkosae es una especie de insecto del género Simulium, familia Simuliidae, orden Diptera.
Fue descrita científicamente por Takaoka & Davies, 1996.